# Fürth
Fürth é uma cidade da Alemanha localizada na região administrativa de Média Francónia, norte do estado da Baviera. Juntamente com as grandes cidades de Nuremberg e Erlangen e outras cidades menores, ela forma a chamada conurbação da Média Francónia.
Fürth é uma cidade independente (Kreisfreie Städte) ou distrito urbano (Stadtkreis), ou seja, possui estatuto de distrito (kreis).

## Economia
A empresa Grundig foi fundada em Fürth por Max Grundig.
|  |